# Álvaro de Arriba
Álvaro de Arriba López (ur. 2 czerwca 1994 w Salamance) – hiszpański lekkoatleta specjalizujący się w biegu na 800 metrów.
W 2016 wystąpił w finale mistrzostw Europy w Amsterdamie, w którym zajął szóste miejsce. Rok później wywalczył brązowy medal halowego czempionatu Europy w Belgradzie.
Złoty medalista halowych mistrzostw Europy w 2019 w Glasgow.
Rekord życiowy: stadion – 1:44,85 (5 czerwca 2022, Chorzów), hala – 1:45,43 (3 lutego 2018, Salamanka).

## Osiągnięcia
| Rok  | Impreza                                 | Miejsce        | Pozycja    | Wynik   |
| ---- | --------------------------------------- | -------------- | ---------- | ------- |
| 2013 | Mistrzostwa Europy juniorów             | Rieti          | 9. miejsce | 1:50,97 |
| 2014 | Mistrzostwa ibero-amerykańskie          | São Paulo      | 5. miejsce | 1:47,50 |
| 2015 | Młodzieżowe mistrzostwa Europy          | Tallinn        | półfinał   | 1:50,37 |
| 2016 | Halowe mistrzostwa świata               | Portland       | eliminacje | 1:52,60 |
| 2016 | Mistrzostwa Europy                      | Amsterdam      | 7. miejsce | 1:47,58 |
| 2016 | Igrzyska olimpijskie                    | Rio de Janeiro | eliminacje | 1:46,86 |
| 2017 | Halowe mistrzostwa Europy               | Belgrad        | 3. miejsce | 1:49,68 |
| 2017 | Superliga drużynowych mistrzostw Europy | Lille          | 6. miejsce | 1:48,54 |
| 2017 | Mistrzostwa świata                      | Londyn         | półfinał   | 1:46,64 |
| 2018 | Halowe mistrzostwa świata               | Birmingham     | 5. miejsce | 1:48,51 |
| 2018 | Igrzyska śródziemnomorskie              | Tarragona      | 1. miejsce | 1:47,43 |
| 2018 | Mistrzostwa Europy                      | Berlin         | 7. miejsce | 1:46,41 |
| 2019 | Halowe mistrzostwa Europy               | Glasgow        | 1. miejsce | 1:46,83 |
| 2019 | Mistrzostwa świata                      | Doha           | półfinał   | 1:46,09 |
| 2021 | Halowe mistrzostwa Europy               | Toruń          | eliminacje | 1:49,99 |
| 2022 | Halowe mistrzostwa świata               | Belgrad        | 4. miejsce | 1:46,58 |
| 2022 | Mistrzostwa ibero-amerykańskie          | La Nucia       | 1. miejsce | 1:45,19 |
| 2022 | Mistrzostwa świata                      | Eugene         | półfinał   | 1:46,30 |
| 2022 | Mistrzostwa Europy                      | Monachium      | eliminacje | 1:47,94 |
| 2024 | Mistrzostwa Europy                      | Rzym           | 4. miejsce | 1:45,64 |
| 2025 | Halowe mistrzostwa Europy               | Apeldoorn      | eliminacje | 1:48,40 |
| 2025 | Halowe mistrzostwa świata               | Nankin         | półfinał   | 1:47,58 |